# Kostičas
Kostičas (v anglickém originále The Bone Season) je dystopický román s nadpřirozenými prvky od britské spisovatelky Samanthy Shannon. Zároveň se jedná o její debutové dílo. Román vyšel 20. srpna 2013 v nakladatelství Bloomsbury a je prvním z připravované heptalogie. Televizní práva na sérii The Bone Season byla prodána společnosti Harriet Hammond's Little Hat Productions. Televizní adaptaci „The Bone Season“ píše s přispěním Shannonové skotský scenárista IR Bell-Webb, absolvent UK National Film & TV School, který byl nominován na cenu BAFTA za koprodukci filmu „Slap“ v kategorii nejlepší britský krátkometrážní film. The Bone Season byla také jmenována první knihou v měsíčním knižním klubu pořadu Today show NBC.
Shannonová o svém románu řekla, že přemýšlela, co by se stalo, kdyby se „dystopie setkala s nadpřirozenem“ a kdyby se opakovaly čarodějnické procesy v Salemu.
Kniha hned po svém vydání obsadila přední příčky bestsellerů. Byla přeložena do 27 jazyků. Filmová práva zakoupila společnost 20th Century Fox.

## Hlavní postavy
- Paige Eva Mahoneyová
- Dr. Nicklas Alvar „Nick“ Nygård
- Jaxon Hall
- Liss Rymoreyová
- Arcturus Mesarthim neboli Strážce
- Nashira Sargasová

## Díly

### Kostičas
Kostičas je první román ze stejnojmenné série od mladé britské spisovatelky Samanthy Shannon. Kniha hned po svém vydání obsadila přední příčky bestsellerů. Byla přeložena do 27 jazyků. Filmová práva k této knize zakoupila společnost 20th Century Fox. V češtině vyšla kniha v roce 2014. 

### Vidořád
Vidořád je druhý díl knižní série Kostičas. Děj navazuje bezprostředně na události prvního dílu. V češtině vyšla kniha v roce 2015. 

### A zrodí se píseň
A zrodí se píseň je třetí a zatím poslední do češtiny přeložený díl knižní série Kostičas. Kniha vyšla v češtině v roce 2017. 

### Když spadne maska
Když spadne maska je prostřední knihou celé heptalogie a v češtině vyšla v roce 2022.

## Další Knihy doprovázející sérii

### Bledý Snílek
Kniha nazvaná Paiginou přezdívkou v londýnském kriminálním syndikátu popisuje první úkol, který Paige plní u Sedmi pečetí. Novela v češtině vyšla společně s Písní úsvitu v roce 2023 v překladu Kateřiny Hajžmanové.

### Píseň úsvitu
Hlavní děj se odehrává ve stejné době jako počátek čtvrté knihy série (Když spadne maska), ale je proložena Paiginými vzpomínkami na pobyt v Šeolu a mučení při pozdějším věznění. Novela v češtině vyšla společně s Bledým snílkem v roce 2023 v překladu Kateřiny Hajžmanové.

## Děj
Hlavní hrdinka knihy, devatenáctiletá Paige, žije v Londýně roku 2059. Oficiálně je servírkou v kyslíkovém baru. Ve skutečnosti se však pohybuje na hraně zákona, je „kočenou“ svého vidopána a součástí gangu Sedm pečetí, jedním z gangů operujícím v londýnském podsvětí.
Jako malá zažila irské povstání proti Scionu, při kterém přišla o svého bratrance. Její otec, se kterým nebydlí, pracuje pro vládu. Paige občas ho navštěvuje.
Scion začal před lety vládnout Velké Británii a postavil všechny výjimečné, tj. jasnovidce, za hranu zákona. Proto se musí skrývat, nebo spolupracovat s režimem.
Paige, jejíž přezdívka v gangu je Bledý snílek, je krajinochodkyně, vzácný druh jasnovidce. Dokáže (ačkoliv při tom musí být napojena na kyslíkový přístroj) opustit své tělo a navštívit éter a také mysli jiných lidí.
Při jedné návštěvě otce je odhalena hlídkou, kterou zneškodní pomocí své síly, aniž by si uvědomila, co vlastně udělala. To spustí hon Scionu na Paige Mahonyovou. Scion ji unese a převeze do někdejšího Oxfordu, města, které bylo před 200 lety uzavřeno a smazáno z map. Tam se Paige dozvídá o existenci Kostičasu, který se koná každých 10 let, a tzv. Refájců. Podivných děsivých stvoření, která přišla z jiného světa a údajně Zemi chrání proti Emejcům, kteří přicházejí z etéru.
Refájcům vládne Nashira, která chce Paigin dar získat pro sebe, ovšem až poté, co jej Bledý snílek plně rozvine. Paige se proto stane svěřenkyní Strážce, snoubence čisté krve, tedy Nashiry, který má za úkol vést její výcvik.

## Svět
Děj románu začíná v roce 2059 nebo 127 podle Scionského kalendáře. Děj první knihy se odehrává ve městech Londýně a Oxfordu, obou pod kontrolou scionského režimu. Londýn je segregován do několika různých kohort/sekcí a Sedm pečetí sídlí v sekcích 1–4 (někdy označováno pouze jako sekce 4). Každá sekce je pod neustálým dohledem denních a nočních scionských strážců (vigilů). V Oxfordu se nachází trestanecká kolonie První šeol. Vláda Scionu je velmi represivní, a tudíž každá země, která se v knize objevuje a která nefunguje podle pravidel Scionu, je označována jako „svobodný svět“ (lidé z vnějšího světa se proto nazývají „svobodní“). Jakmile kdokoliv vstoupí do citadely Scionu, není mu dovoleno mít žádná nahrávací zařízení a obvykle je chráněn před veřejným pověšením či jinými veřejnými tresty. Scion se totiž obvykle snaží své skutečné zacházení s lidmi před svobodným světem utajit.

## Přijetí díla
Před vydáním The Bone Season byla kniha přirovnávána k sérii Harry Potter J. K. Rowlingové a Shannonová byla často označována jako „další J. K. Rowlingová“. Tisk obě série srovnával zejména kvůli tomu, že Shannonová podepsala smlouvu se stejným britským vydavatelem jako Rowlingová pro sérii Harryho Pottera, a kvůli tomu, že obě série obsahují sedm románů.
Druhý díl Vidořád byl vydán 27. ledna 2015. Třetí díl A zrodí se píseň byl vydán 7. března 2017. Čtvrtý díl Když spadne maska vyšel 26. ledna 2021.